# Molino de viento holandés

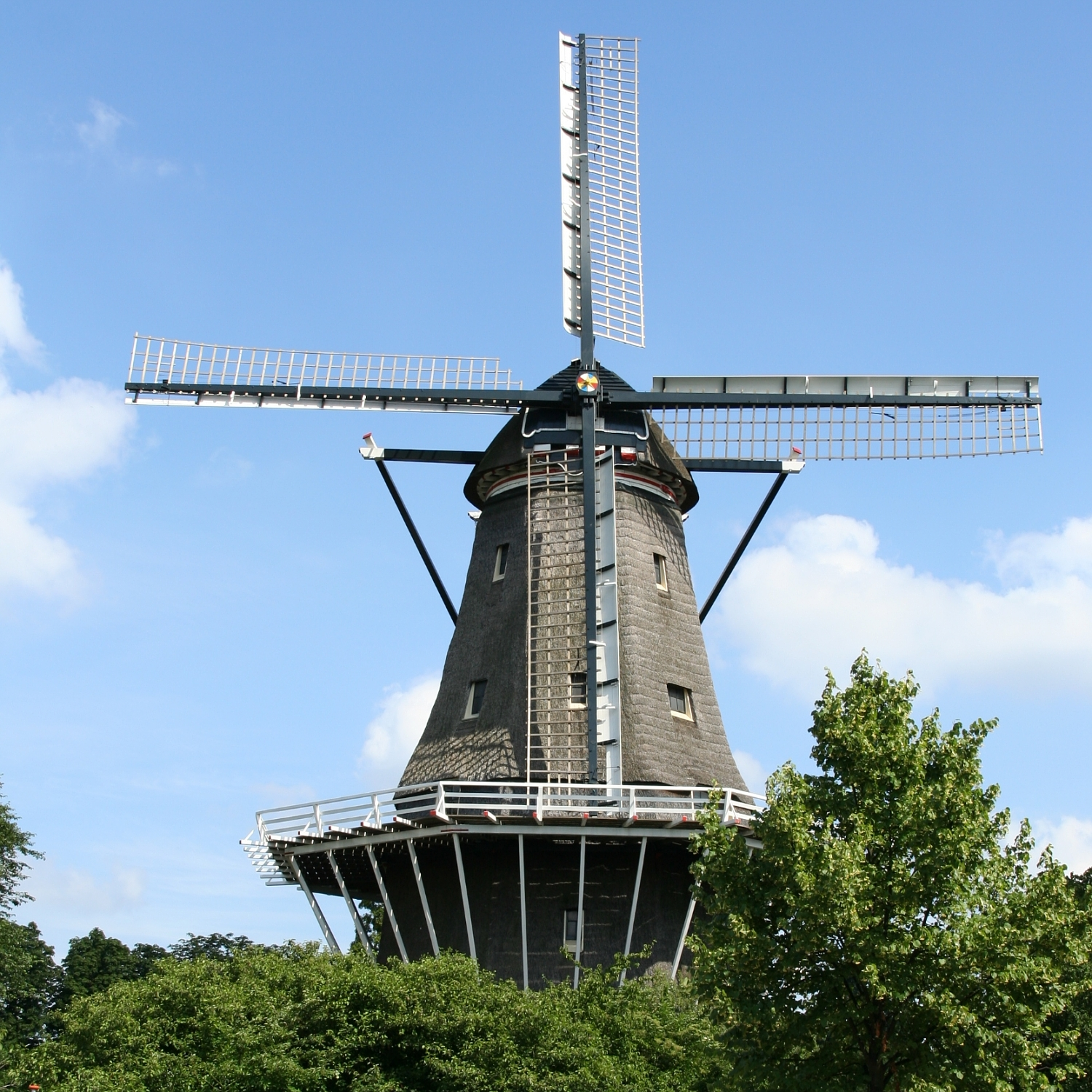
Molino de viento holandés, con su característica torre poligonal y acampanada de madera, en Ámsterdam, Países Bajos

El molino de viento holandés es el desarrollo más avanzado de los molinos de viento clásicos, que desplazó a las construcciones similares anteriores al siglo XVI. En los Países Bajos se utilizaron principalmente como sistema de bombeo eólico para desecar zonas anegadas de agua (conocidas como pólder), mientras que en el resto de Europa se usaron principalmente como molinos de grano.
Aunque existe una gran cantidad de variantes (especialmente con respecto a los materiales utilizados y a su forma externa), el arquetipo de molino holandés se caracteriza por su torre con armazón de madera de paredes inclinadas (generalmente de seis u ocho lados), protegida con listones de madera dispuestos horizontalmente, y está rematado con un techo o gorro formado por haces de paja que puede girar para orientar las aspas al viento. Este tipo de molino recibe su nombre por la zona de Europa de donde procede su diseño. En los Países Bajos comúnmente recibe el nombre de bovenkruier, que significa con capucha o tapa giratoria. En inglés reciben el nombre de smock mill, en el que el término smock significa "delantal" (en una clara alusión a la forma acampanada de las paredes del molino, que recuerda a la de una falda) y el término mill significa molino.

## Configuración
Los molinos de viento holandeses clásicos se diferencian a primera vista de los molinos de viento convencionales porque generalmente son hexagonales u octogonales en vez de cilíndricos, y están construidos con madera en lugar de con mampostería de ladrillo o piedra. La mayoría son de planta octogonal, siendo menos frecuentes los de diseño hexagonal (como el Molino de Killick, Meopham). Un número muy pequeño de estos molinos son decagonales o dodecagonales (existe un ejemplo de este último tipo en Wicken, Cambridgeshire). Al margen de este tipo característico de molinos de madera, el término se ha extendido a aquellos molinos de viento en los que el eje de las aspas está unido a un techado giratorio orientable.

## Historia

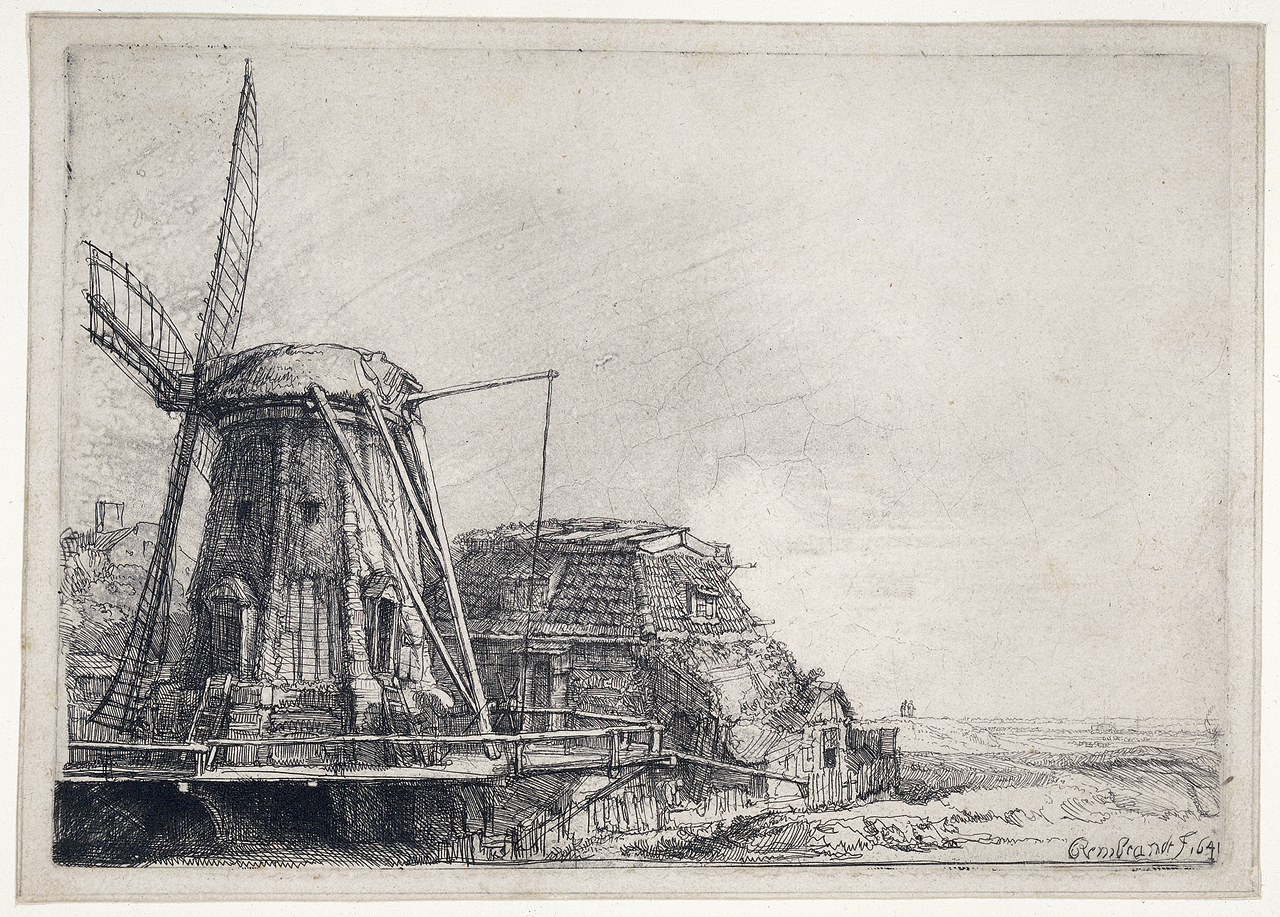
Aguafuerte de Rembrandt mostrando un molino (1643)

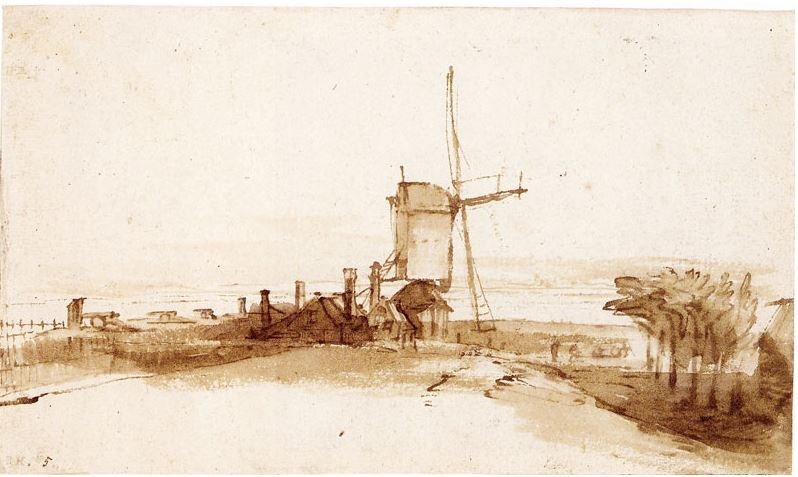
Paisaje de Rembrandt mostrando un molino más primitivo (c. 1650)

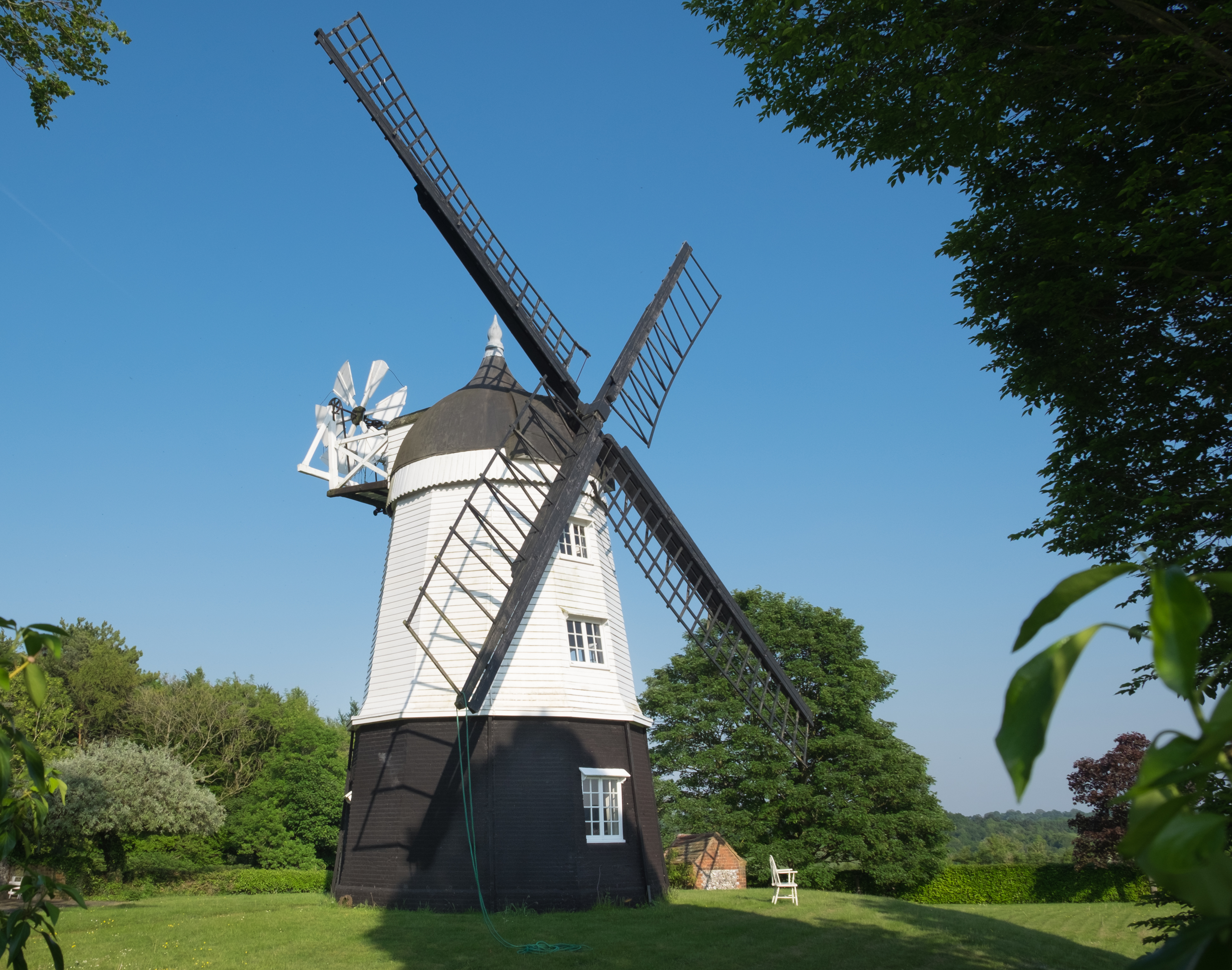
Molino de Cobstone, en Ibstone, Buckinghamshire, Reino Unido

La invención del molino holandés con sus elementos característicos se atribuye al ingeniero holandés Jan Adriaanszoon Leeghwater (1575-1650), introductor de la cubierta giratoria que permitía orientar al viento solo la parte superior del molino. Este diseño es la culminación de una serie de invenciones anteriores encaminadas a mejorar la eficiencia de los molinos de viento, que se sabe que en Holanda se estaban utilizando al menos desde el año 1408 para desecar los polders.
Una primera idea para orientar el molino al viento con el objeto de mejorar su eficacia consistía en disponer todo el sistema de molienda dentro de un cajón de madera, que se puede hacer girar alrededor de un pivote. El desarrollo del sistema de engranajes de Jan Adriaanszoon permitió que se pudiera hacer girar solo la cubierta, en vez de todo el molino. Otra idea original era situar el molino en un pequeño montículo artificial, de forma que su mayor altura sobre el terreno le permitiera captar más viento. Las elevadas torres de madera de los molinos del siglo XVII hicieron innecesario este recurso.
Alrededor de 1617, el científico holandés Simon Stevin (1548-1620), buen conocedor de la dinámica y la estática del agua, publicó un tratado sobre molinos, titulado Van de molens, en el que se describe la tecnología de estos molinos. Durante dos siglos y medio fueron un elemento omnipresente en el paisaje de los Países Bajos, donde contribuyeron de forma decisiva a desecar grandes superficies de tierra para su aprovechamiento agrícola y ganadero.
Las considerables mejoras derivadas de la adpoción de este tipo de molinos, hicieron que su construcción, de la mano de artesanos e ingenieros holandeses que viajaron por todo el mundo, se extendiera durante los 250 años siguientes por la Europa septentrional (especialmente por el norte de Francia y de Alemania, Bélgica, Inglaterra, Dinamarca y los países bálticos, hasta alcanzar Rusia), e incluso la Europa meridional (con algunos ejemplos adaptados a sus propias condiciones en España -en las Baleares-, Grecia o los Balcanes). Así mismo, su tecnología cruzó el océano Atlántico, con ejemplos en la costa de Nueva Inglaterra (Estados Unidos).
El dispositivo de cola que permite el seguimiento automático del viento (rosa de los vientos) fue patentado en 1745 por el inglés Edmund Lee, originario de Brockmill Forge (Wigan).
Los molinos holandeses llegaron a su apogeo en la primera parte del siglo XIX, antes de que el advenimiento de la máquina de vapor supusiera su declive.
En la actualidad, se han convertido en elementos patrimoniales protegidos en muchos países, tanto por su valor paisajístico como por su condición de testigos de una larga tradición tecnológica. Numerosas asociaciones locales velan por su conservación y mantenimiento. Una relevante muestra de esta importancia cultural es el conjunto de molinos de Kinderdijk-Elshout en los Países Bajos, declarado Patrimonio Mundial por la UNESCO en 1997.

## Diseño

Molino de viento utilizado como bomba hidráulica, elevando agua del canal de la izquierda al de la derecha mediante un tornillo de Arquímedes

Sección del molino Britzer en Berlín-Neukölln, un molino holandés de galería utilizado para moler grano

El diseño de estos molinos se adapta perfectamente al medio físico del lugar donde fueron concebidos, Holanda. La parte inferior, el zócalo, solía estar construida con troncos de árbol o con ladrillos, una configuración extremadamente estable y que reduce la presión ejercida sobre el terreno, evitando cimentar individualmente el apoyo de los nervios que configuran la estructura. La construcción en madera recoge la tradición de una zona donde la piedra es escasa, aportando a su vez ligereza a la estructura (característica fundamental en los terrenos pantanosos donde solían instalarse) y una adecuada resistencia a las cargas mecánicas generadas por las aspas en movimiento y por el giro del piso superior. A su vez, la estructura de madera simplifica notablemente el ensamblaje de los mecanismos del molino (también de madera), utilizando simples herrajes.
La forma poligonal en planta es una ingeniosa solución de compromiso entre adoptar una sección circular (minimizando la resistencia al viento de la torre) y facilitar la construcción de las paredes mediante tablones planos colocados horizontalmente entre las nervaduras de madera dispuestas en los vértices del polígono. Además, cuanto mayor es el número de lados del polígono, más simple es la inserción en el edificio del anillo circular sobre el que gira la sección superior.
La configuración del alzado del molino responde de igual manera a cuestiones funcionales, combinando una base muy amplia (necesaria para garantizar su estabilidad ante el vuelco) con un fuste cada vez más delgado a medida que asciende, minimizando el obstáculo que supone el cuerpo del edificio al paso del aire a través de las aspas. Esta reducción del ancho de la parte superior también está motivada por la necesidad de minimizar el peso del techo del molino (y por lo tanto, su tamaño), haciendo que pueda girar más fácilmente.
Los mecanismos (ruedas dentadas, ejes, poleas...), a semejanza de lo que ocurría en los grandes navíos de la época, eran de madera con refuerzos de hierro. Las aspas (normalmente 4, aunque se conocen otras disposiciones, como la del famoso molino de Chimney Mill diseñado en Inglaterra por el ingeniero John Smeaton, que tenía 5 palas) solían estar formadas por un entramado de madera a la vez resistente y liviano, recubierto con unas gruesas lonas (en ocasiones denominadas "velas") para recoger el viento.
Otro elemento fundamental son los largueros de madera exteriores, que permiten orientar las aspas hacia el viento. En una primera etapa, cuando la altura de las torres ya no permitía manejar la orientación del tejado con el sistema de largueros desde el suelo, se recurrió a la solución de añadir a media altura una galería perimetral al molino para poder manejarlos. Posteriormente, se inventó un sistema de aspas auxiliar (rosa de los vientos) para orientar automáticamente el molino hacia el viento. El cabezal móvil del molino (tapa o bonete), donde se inserta el eje de las aspas, gira sobre un anillo metálico plano mediante ruedas (originalmente de madera y más adelante de acero), aunque en los modelos más primitivos el giro se lograba haciendo deslizar dos anillos de madera pulida lubricados con jabón.
Los molinos harineros más grandes tenían numerosos niveles interiores, en los que se alojaban tanto los mecanismos de molienda como las distintas salas dedicadas al almacenamiento de los cereales y de la harina, incluyendo en muchos casos una vivienda para el molinero. De acuerdo con el gráfico de la derecha, una distribución habitual constaba de las partes siguientes:
- 1 - Subestructura de piedra o ladrillo
- 2 - Galería perimetral
- 3 - Salida de la harina
- 4 - Carga de molienda
- 5 - Engranaje inferior
- 6 - Rueda de varillas
- 7 - Eje vertical
- 8 - Elevación de sacos
- 9 - Torno elevador
- 10 - Estancia superior
- 11 - Anillo giratorio
- 12 - "Araña" de control de las aspas
- 13 - Aspas de celosía con lonas
- 14 - Eje de las aspas
- 15 - Rueda dentada superior
- 16 - Rosa de los vientos

Los pisos por debajo de la galería a menudo difieren, dependiendo del tipo de molino y del número de pisos, y forman la subestructura. Cuando disponen de galería, a menudo solo se cuenta el número de pisos situados por debajo, lo que no se corresponde con el número real de alturas. Además de las ventajas estáticas sobre los molinos de viento de arquitectura más antigua, este diseño implicaba más espacio en el edificio para acomodar otras máquinas y permitía situar las aspas más arriba, incrementando su eficacia energética. La fuerza era transmitida desde el eje de las aspas por medio de una rueda dentada "de peine", engranada con otra rueda unida a un eje de rotación vertical. Este tren de transmisión principal permitía conectar todo tipo de máquinas. Los molinos diseñados para desecar pólder utilizaban un tornillo de Arquímedes para elevar el agua desde el terreno a los canales de drenaje. También podían funcionar como aserraderos, añadiendo unos cigüeñales laterales al eje central, convirtiendo el movimiento giratorio en un movimiento vertical de vaivén aplicado a las hojas de las sierras.

## Tipos
Aspas a tierra:

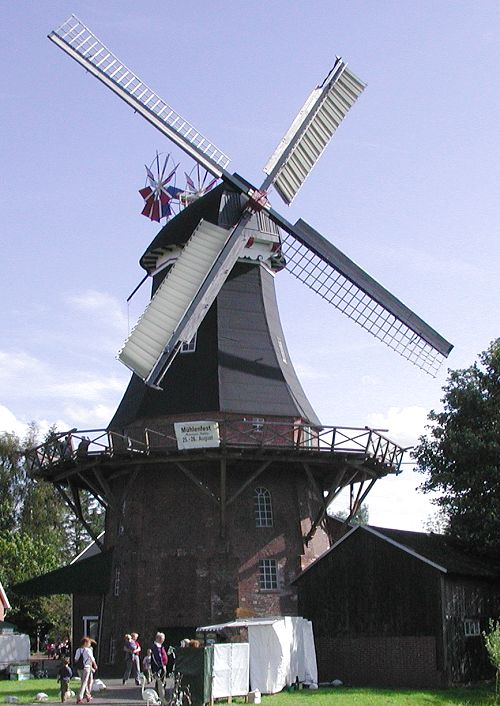
Molino de Nordenham-Moorsee (Alemania), sobre una torre de ladrillo y con galería

- Construido en madera desde el terreno, sin zócalo de piedra, las aspas quedan cerca del suelo (en holandés grondzeiler, "aspas a tierra"). Se puede orientar directamente desde el suelo, mediante unos largueros.

Con zócalo:
- Molino holandés con planta baja de piedra o de ladrillo.

De montículo:
- En lugar de disponer una galería (véase más abajo), el molino está construido sobre un montículo artificial, elevando la posición de las aspas para captar más viento. Las aspas son accesibles desde el montículo, como en el molino de Straupitz. En los Países Bajos se llaman bergmolen ("molino sobre montículo").

Con bodega:
- Variación del anterior, por el lado elevado se puede llegar a las aspas, y por el lado a nivel del terreno se puede acceder a la base con un vehículo de carga. Los sacos de harina o de grano se cargan y descargan con el polipasto del molino desde su interior.

Con galería:
- Debido a las alturas considerablemente más grandes de algunos de estos molinos, ya no era posible alcanzar las aspas o el techo, requisito imprescindible para su correcto funcionamiento. Por lo tanto, se inventó una especie de balcón o galería perimetral para operar las aspas y orientar y fijar el techo. En holandés se denominan Stellingmolen, "molinos de galería".

Con torre:
- Con el techo giratorio montado sobre torres cilíndricas (también en ocasiones troncocónicas) de ladrillo o piedra, tanto redondas como poligonales. Son denominados Torenmolen en los Países Bajos ("molino de torre"). Con una torre ligeramente cónica se pueden citar el molino de Dreher en Lienden (De Zwaan, 1644),[12] dos en Zeddam (De Grafelijke Korenmolen, 1441) y Zevenaar (De Buitenmolen, 1450) y uno (en Eijsden-Gronsveld (van Gronsveld, 1623).

Formas mixtas:
- Un molino con torre puede diseñarse con montículo, sótano o galería intermedia. Por lo tanto, clasificarlos es a veces bastante difícil y depende en gran medida del aspecto que sugieren al espectador. Una forma especial es el tipo de molino montado sobre un edificio existente.

|  |  |  |  |  |

## Ejemplos notables

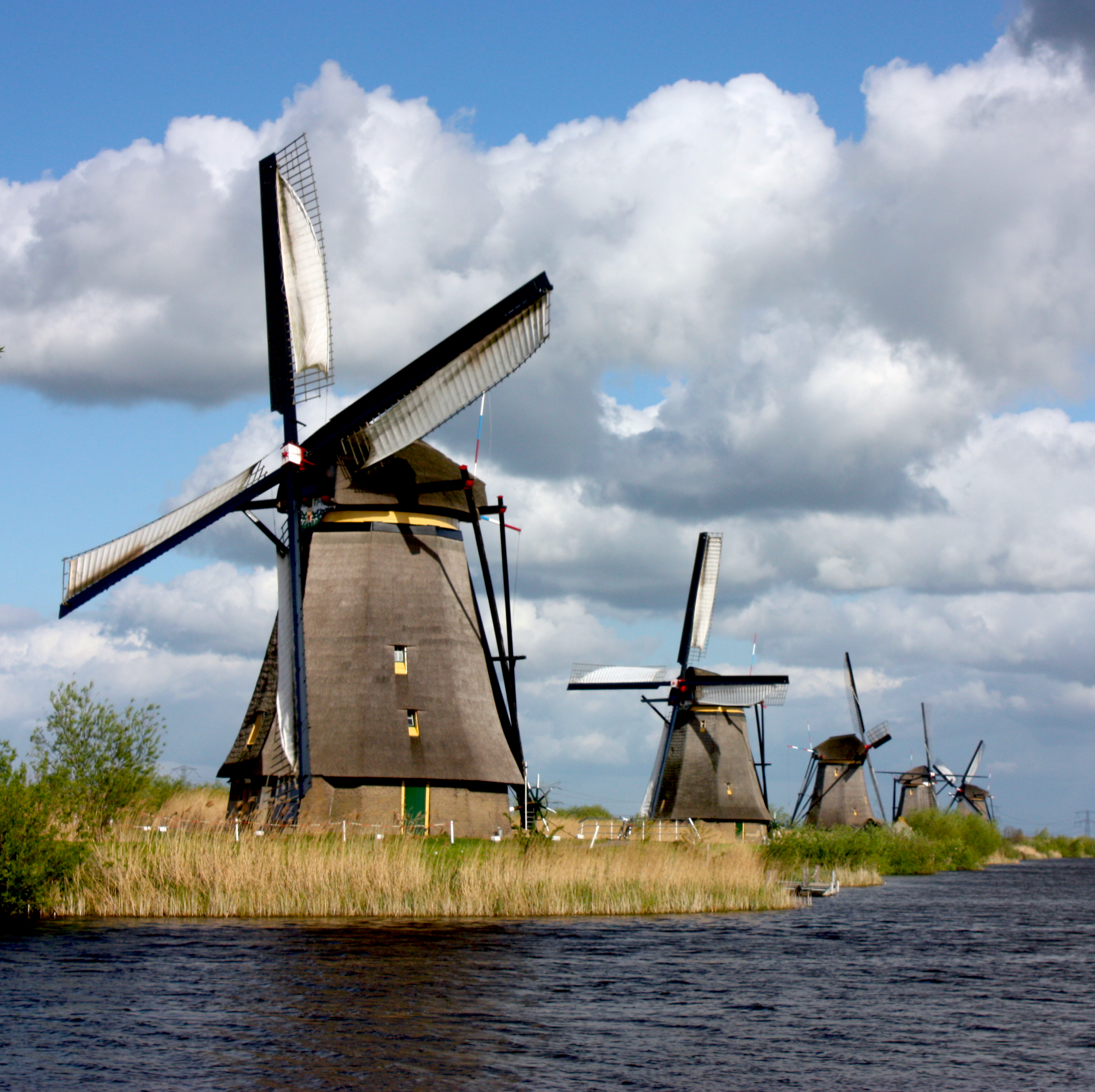
Molinos de Kinderdijk (1740), Patrimonio de la Humanidad (Países Bajos)

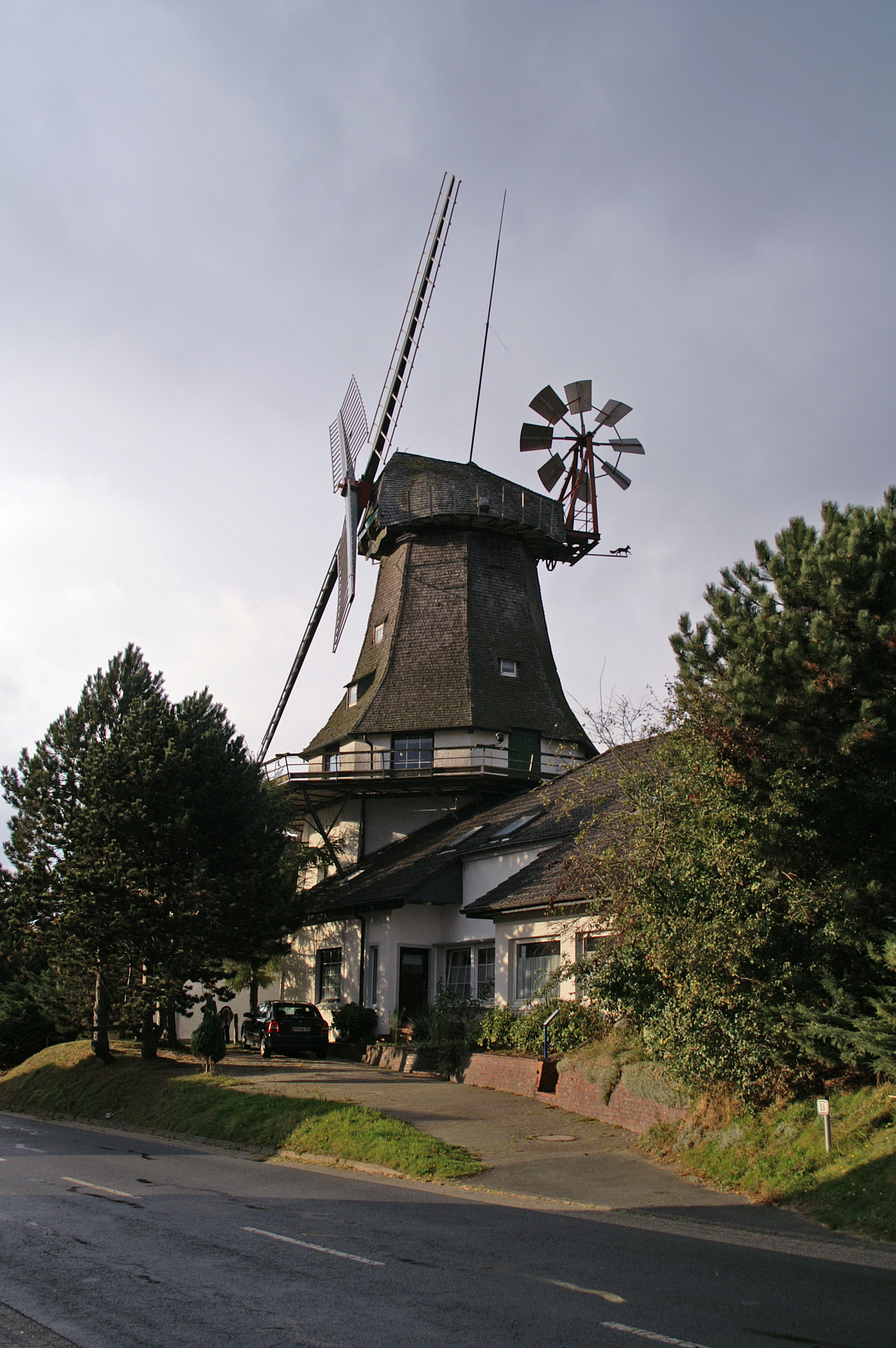
Molino Carolinensieler (Alemania)

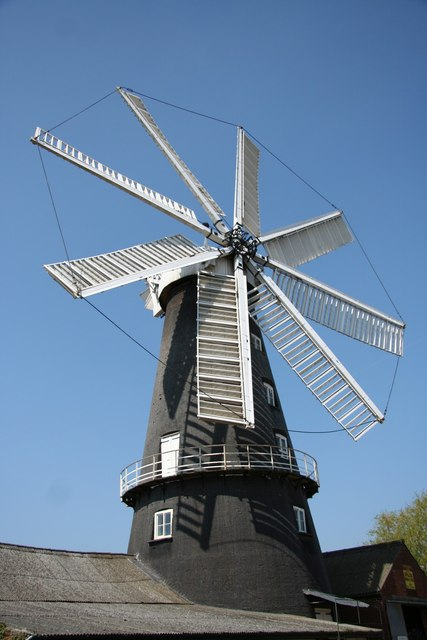
Molino de Heckington, Inglaterra

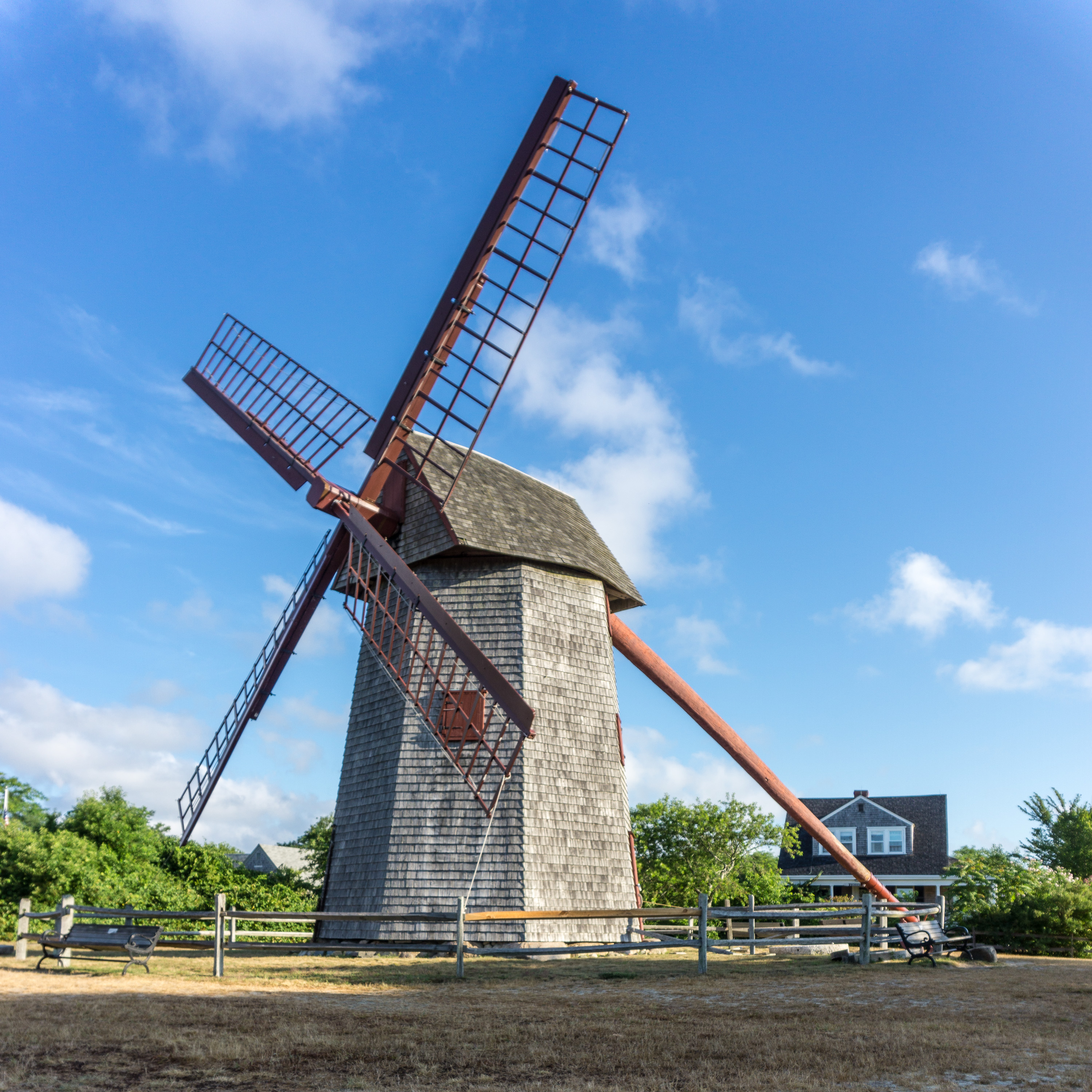
El "Molino Antiguo" de Nantucket (Estados Unidos)

Existen numerosos ejemplares conservados en Europa continental, especialmente en los Países Bajos, el norte de Alemania y Dinamarca, así como en Inglaterra, particularmente en el condado de Kent.
Países Bajos
Los Países Bajos poseen más de 1200 molinos catalogados (véase Lista de molinos en los Países Bajos)
- Molinos de Kinderdijk (1740), cerca de Dordrecht, un conjunto de 19 molinos dedicados a drenar el terreno. En 1997 se incluyeron en la lista del Patrimonio de la humanidad de la UNESCO.[13]
- Molinos de Zaanse Schans, donde se construyeron más de 600 molinos durante el siglo XVII. Estos molinos se usaban para moler especias y producir pintura, tablas de madera, tintes y óleos. Todos estos molinos siguen en pie y se pueden visitar.[13]
- Molinos de Schiedam (siglos XVIII y XIX). Desempeñaron un papel crucial en la producción de la ginebra holandesa, puesto que molían el ingrediente principal, el cereal. Con alturas de hasta 33 metros, son de los más altos del mundo. Con torres de ladrillo y galerías intermedias, el molino Nieuwe Palmboom (Nueva Palmera) aloja un museo. Solo han llegado hasta nuestros días cinco de los veinte molinos de viento originales, aunque en 2011 se reconstruyó un sexto molino llamado Kameel (el Camello).[13]
- Molino "De Nolet" (2006), también en Schiedam. Posee un fuste de ladrillo troncocónico y galería. Con 10 plantas y 43 m de altura es el molino de viento de tipo holandés más alto del mundo.[14]
- Molino de "Adriaan" (1778), situado en el corazón de la ciudad de Haarlem. Construido sobre una antigua torre defensiva, dispone de una galería perimetral. Se utilizó para moler distintos materiales, incluyendo tabaco. Se quemó en 1932, y su restauración se prolongó durante más de 70 años.[13]
- Molino de Valk (1785), también conocido como "El Halcón", está situado cerca de Leiden. Con una torre troncocónica de ladrillo, es el único molino de Holanda que conserva una vivienda en su primera planta.[13]
- Molino de Gooyer (1725), en Ámsterdam, es uno de los seis molinos de viento originales situados junto a la ciudad. Tuvo que ser trasladado en 1824, para evitar que los edificios cercanos le cortaran el viento. Es el molino de madera más alto de Holanda.[13]

Alemania
- Molino de Carolinensiel (1742), en el Distrito de Wittmund, con galería, 5 pisos y 8 caras. El 23 de junio de 1993 se le montaron aspas nuevas.
- Molino de Hage (1888), es una torre de ladrillo octogonal de 5 plantas. Con 30,2 m de altura, es el molino de viento más alto de Alemania.[15]
- Molino Amanda (1888), en Kappeln (Schleswig-Holstein). De forma octogonal, 30 m de altura y 5 pisos, funcionó como molino de grano y aserradero. Dispone de una base cuadrada de ladrillo.[16]
- Molino de piedra de Kalkar (1772), con una prominente galería, de ocho plantas (algunas de ladrillo levantadas en 1770). Con 27,6 m de altura es el mayor mayor molino de viento del Bajo Rin desde su restauración en el año 1999.[17]
- Molino de Straupitz (1850), con 5 pisos y sección circular, habilitado como molino de viento triple (grano, aceite y aserradero), es el único de su clase en Europa.[18]
- Molino Steprather (hacia 1470), en Walbeck (Geldern). Dispuesto sobre una torre de piedra como molino de grano; es el molino de viento en operación más antiguo de Alemania.[19]
- Molino Peldemühle (1741), situado en Wittmund. Con subestructura de piedra y 4 pisos, es el molino con galería más antiguo de Alemania.[20]
- Molino de Wittmund (1884), con dos pisos y galería. Aloja un museo de radios antiguas.[21]
- Molino de Varel (1848), octogonal y de cuatro plantas. Con una altura de 28,8 mes el segundo molino de viento más grande en Alemania, con nueve plantas y la piedra de molino más grande conservada. Funciona como el "Vareler Heimatmuseum".[22]
- Molino de Edewecht-Westerscheps (1888), en Ammerland. Construido sobre un montículo, fue renovado en 1998 y aún sigue siendo completamente funcional. En la planta baja hay documentación sobre la historia del molino y su renovación.[23]
- Molino de Edewecht-Westerscheps (1799), con galería. Se quemó varias veces (1827, 1879, 1925, 1945) y se reconstruyó cada vez. Desde 1908 disponía de un motor de bencina original de 1934, reemplazado por un motor diésel de 25 HP. En 1998 fue reconstruido por completo, volviendo a ser completamente funcional.[24]

Gran Bretaña
- Diseñado por el ingeniero civil John Smeaton, el "Chimney Mill" en Spital Tongues, Newcastle upon Tyne, fue el primer molino con un aspa de cinco palas de Gran Bretaña.[3] Se construyó en 1782 y es el único ejemplo que se conserva en la región noreste, aunque haya perdido el aspa y la cubierta.[25]
- El aserradero más antiguo conservado en Inglaterra (con fecha de 1650) se encuentra en Lacey Green, Buckinghamshire. El molino hexagonal ha sido restaurado por la Chiltern Society.
- Molino de Heckington (1830/1892), Lincolnshire, Inglaterra. Con base de ladrillo trabado con asfalto y seis plantas (23 m de altura), posee seis aspas de 10,7&nbspm de longitud.[26]
- Molino de Holgate (1770), de cinco pisos, sobre una torre de ladrillo trabado con betún. Recrecido en 1859, dispone de cinco nuevas palas dobles. Completamente restaurado en 2003-2012.[27]
- El Union Mill situado en Cranbrook es el más alto de los molinos de viento holandeses supervivientes en el Reino Unido.[28]

Estados Unidos
- Existe un molino de viento holandés en funcionamiento en la isla de Nantucket, Massachusetts. Construido en 1746 por Nathan Wilbur, un navegante de Nantucket que había pasado un tiempo en Holanda, el "Antiguo Molino" es el más antiguo en funcionamiento en los Estados Unidos. Es el único molino de viento superviviente de los cuatro que llegó a haber en Popsquachet (la colina ventosa en el idioma nativo americano de los wampanoags) con vistas a la ciudad de Nantucket. Hasta finales del siglo XIX, había un quinto molino en Nantucket llamado "Round-Top Mill" en el emplazamiento del actual Cementerio de New North. El "Antiguo Molino" estaba en una condición deplorable cuando se vendió por veinte dólares en 1828 a Jared Gardner para usarlo como "leña". En lugar de desmantelarlo, Gardner, un carpintero de oficio, lo restauró por completo, lo que le permitió volver a moler el maíz. El molino se vendió nuevamente en 1866 a John Francis Sylvia, un molinero portugués de origen azoriano, quien lo operó durante muchos años con su asistente Peter Hoy hasta que cayó en desuso en 1892. En 1897, la señorita Caroline French compró el molino en una subasta. por 850 dólares y lo donó a la Asociación Histórica de Nantucket, que lo restauró en 1937 y continúa manteniéndolo, moliendo el maíz y guiando a los visitantes durante el verano y principios de otoño.[29]

## Galería de imágenes

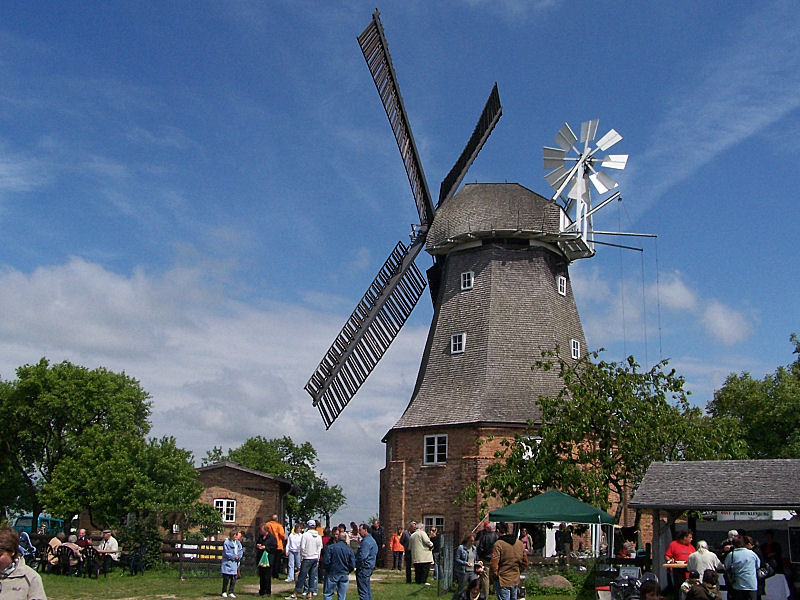
Molino de Altkalen (Alemania)
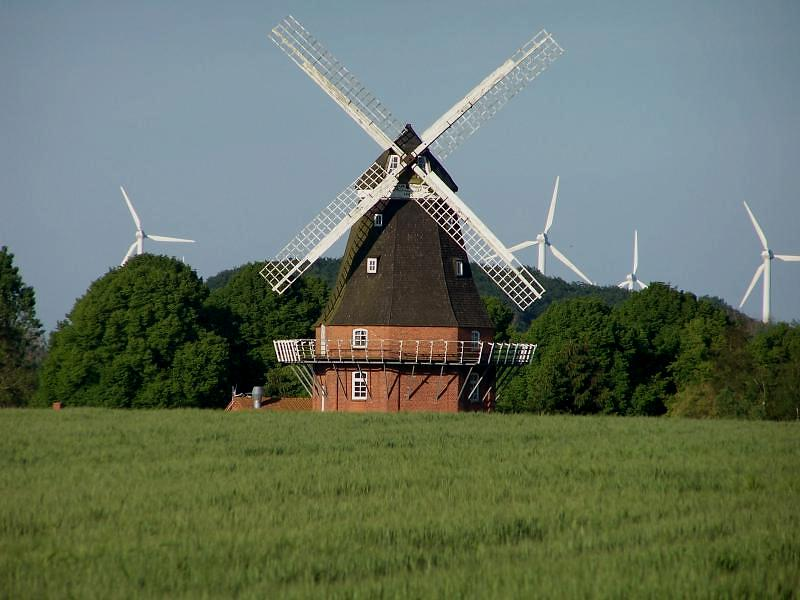
Goldenbow (Alemania)
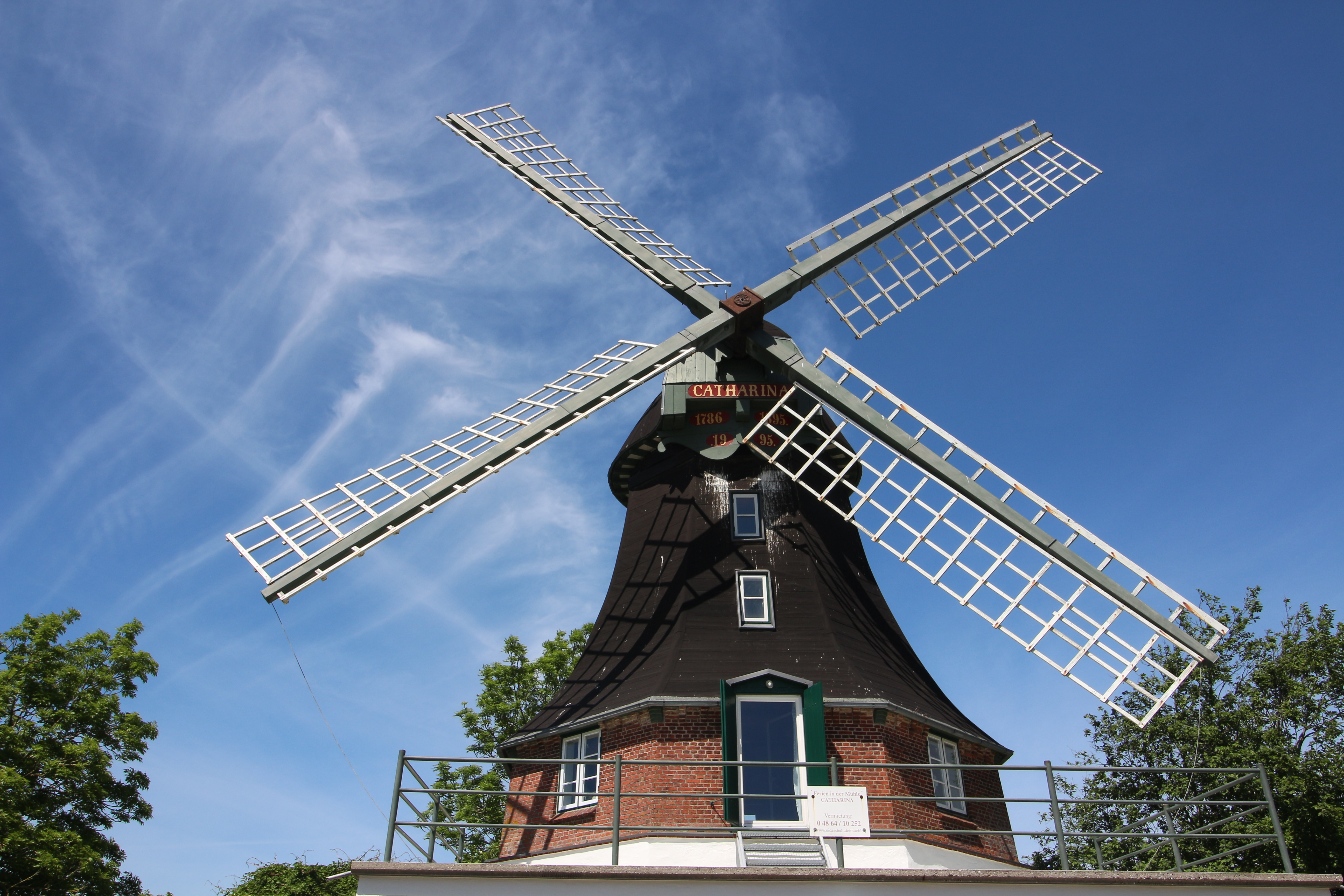
Oldenswort (Alemania)
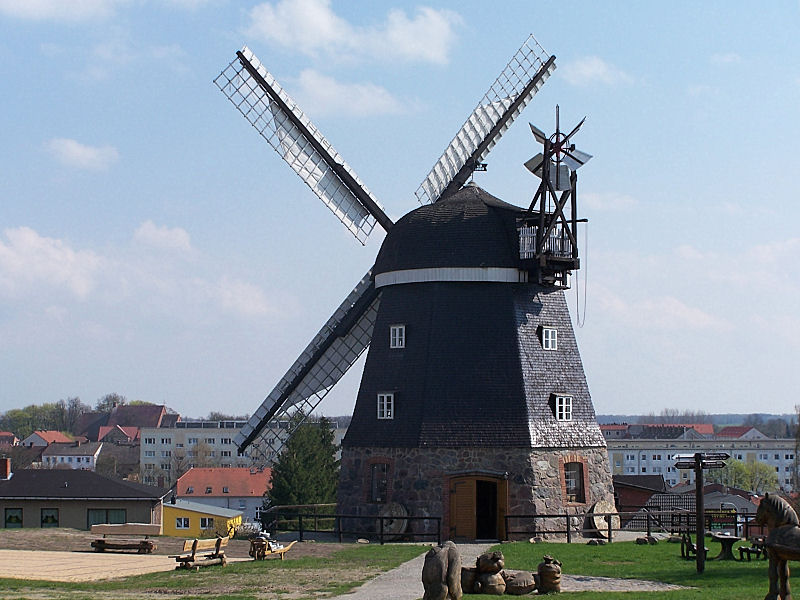
Woldegk (Alemania)
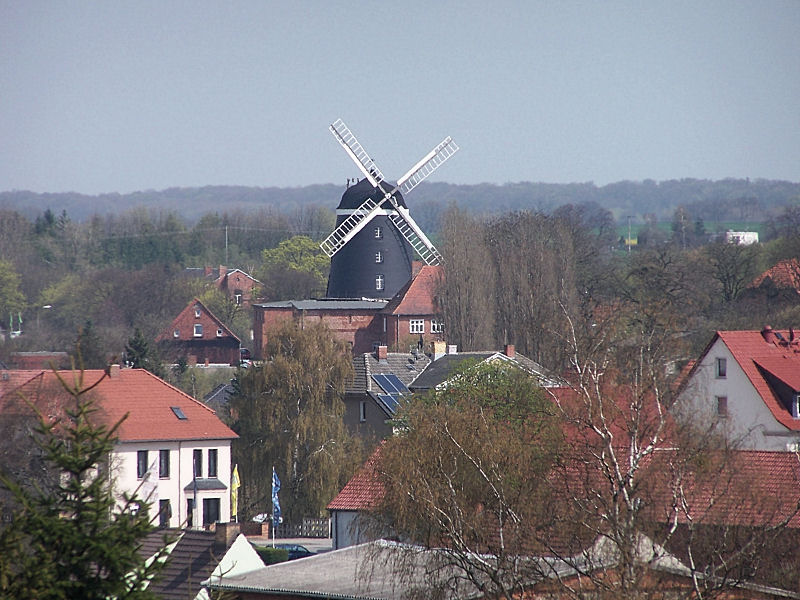
Woldegk (Alemania)
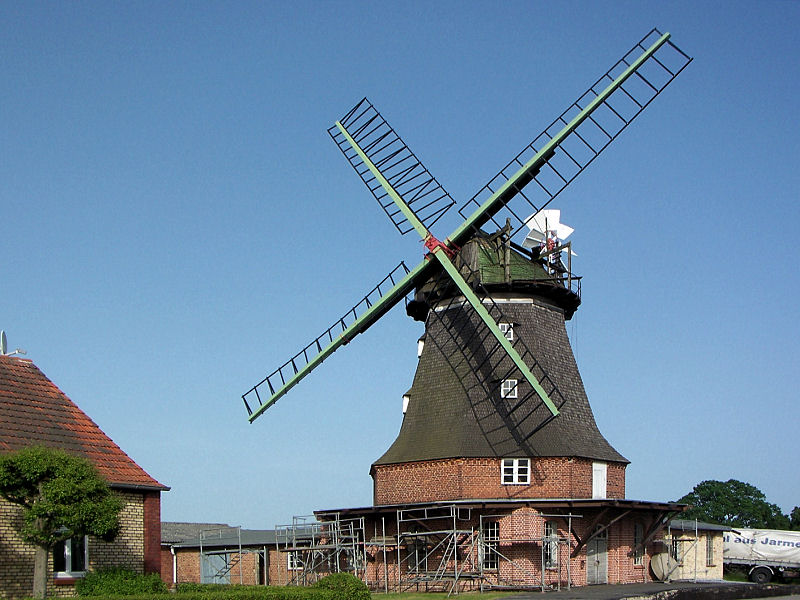
Arbeitsfähige en Dabel (Alemania)

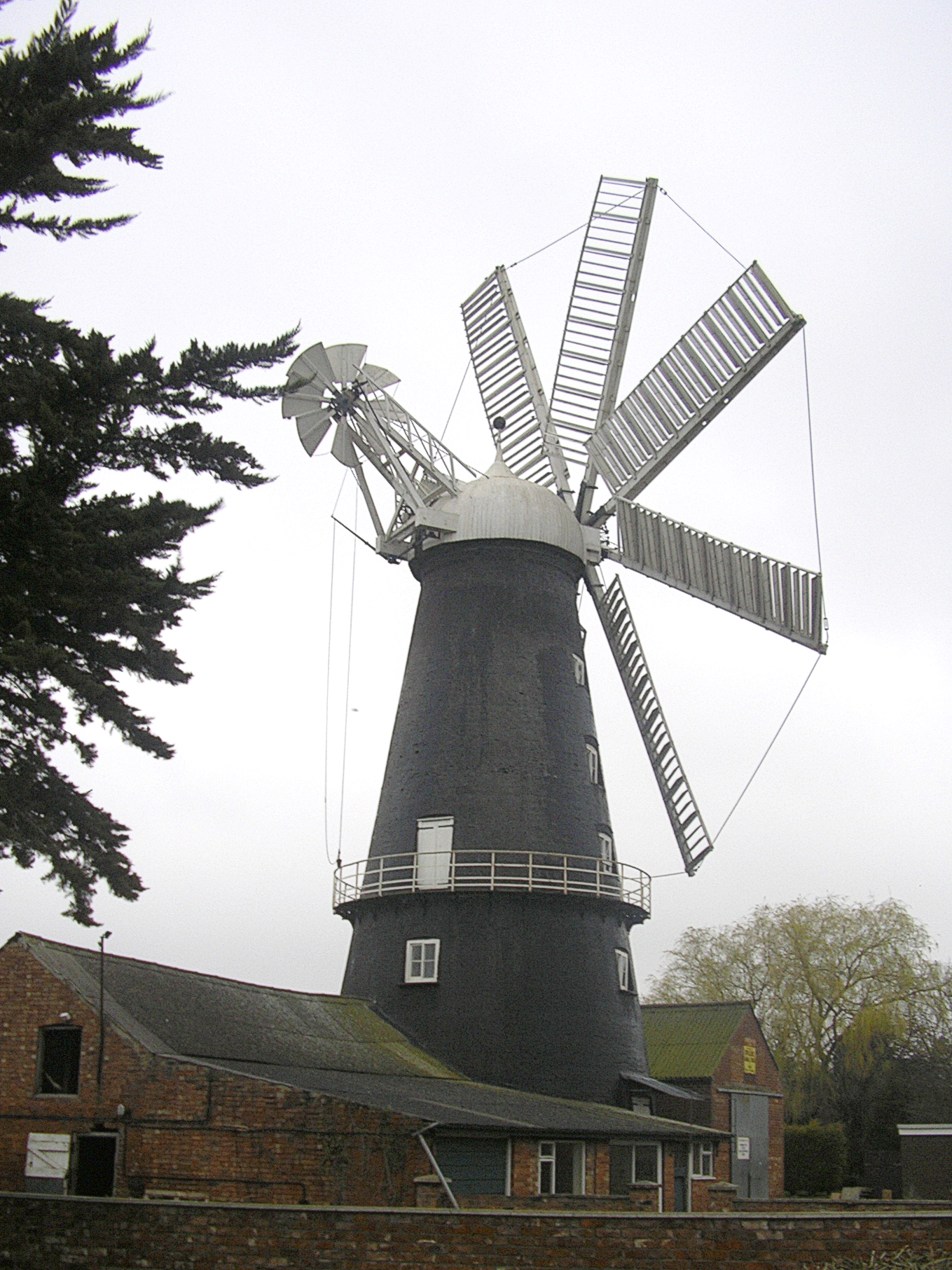
Heckington, (Inglaterra)
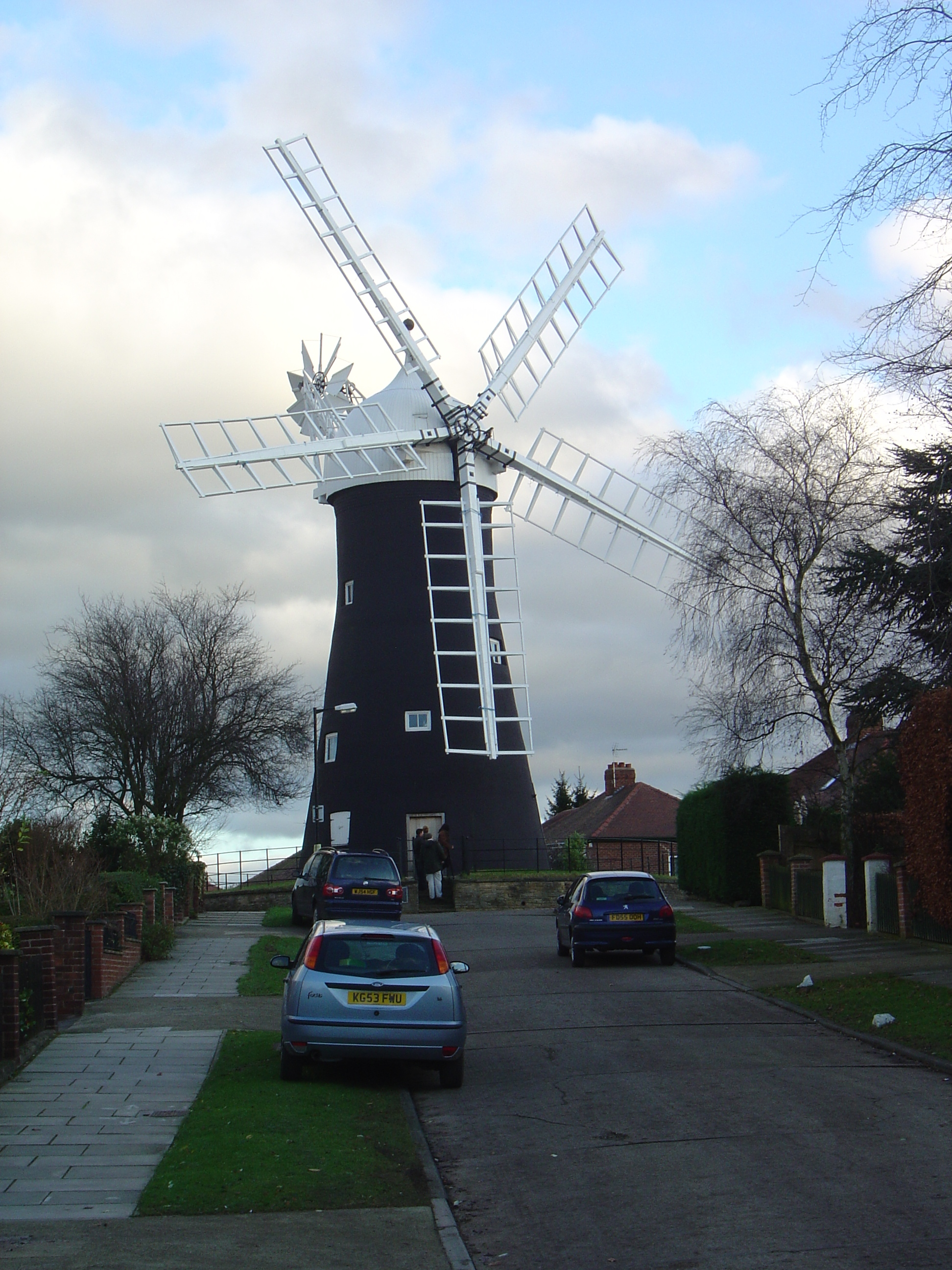
Holgate, York (Inglaterra)
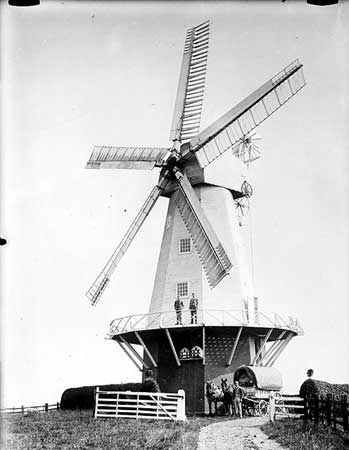
Sandhurst, Kent (Inglaterra)
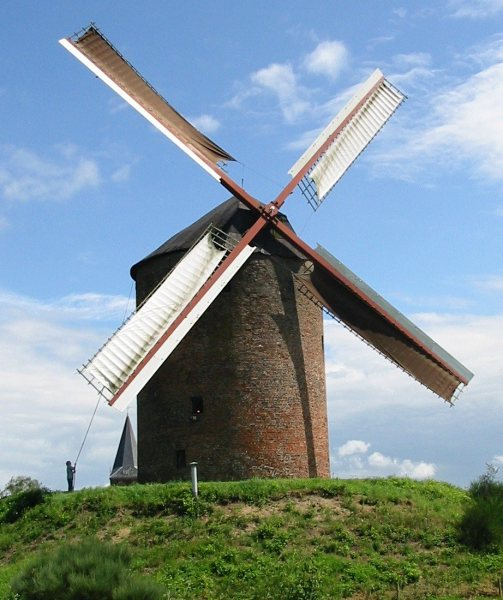
Zeddam (Países Bajos)
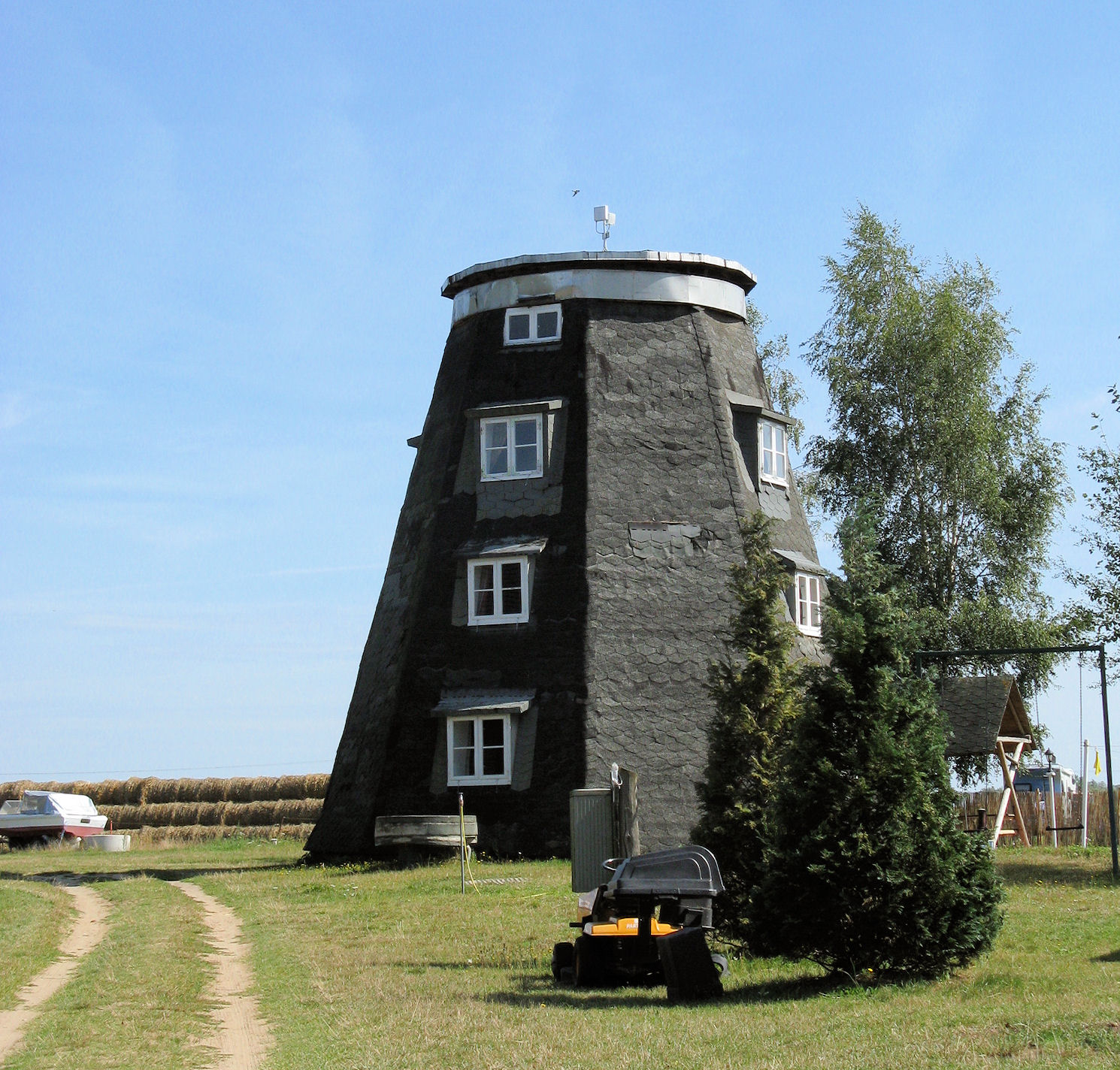
Gaarzer Mühle (Alemania)
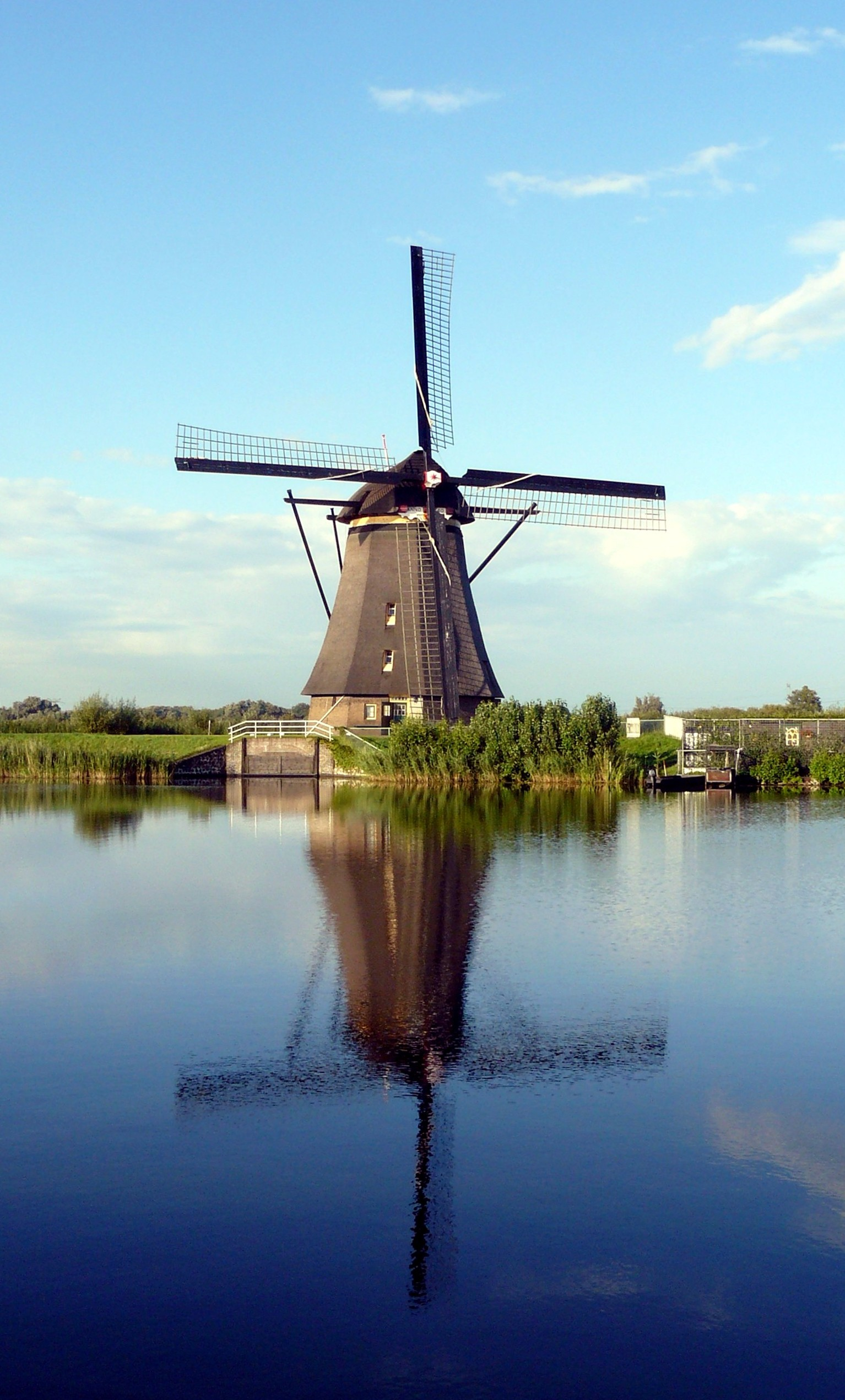
Kinderdijk (Países Bajos)